# Cardiophorus valichanovi
Cardiophorus valichanovi là một loài bọ cánh cứng trong họ Elateridae. Loài này được Dolin miêu tả khoa học năm 2003.